# Agens otpuštanja noradrenalina
Agens otpuštanja noradrenalina (NRA) je tip leka koji indukuje otpuštanje norepinefrina (noradrenalina) i epinefrina iz pre-sinaptičkih neurona u sinapse. To dovodi do povećanja ekstracelularne koncentracije norepinefrina i epinefrina i stoga do povećane adrenergičke neurotransmisije.

## Upotreba
Agensi otpuštanja norepinefrina se koriste za niz kliničkih indikacija:
- Tretman hiperkinetičkog poremećaja (ADHD) - npr., amfetamin, metamfetamin, pemolin.
- Kao anoreksici za lečenje gojaznosti - npr., amfetamin, fentermin, benzfetamin, fenmetrazin, aminoreks.
- Kao agensi koji stimulišu budnost za lečenje narkolepsije - npr., amfetamin, metamfetamin.
- Kao nazalni dekongestivi - npr., levometamfetamin, propilheksedrin, efedrin, pseudoefedrin, fenilpropanolamin.